# Giao thức BB84
Giao thức BB84 được công bố vào năm 1983 trên tạp chí Sigact News bởi Bennett và Brassard, những người đã nghiên cứu những ý tưởng về mật mã lượng tử được đưa ra bởi Stephen Weisner, gọi là "Conjugate Coding" từ đầu những năm 70 và phát triển chúng theo cách riêng của mình. BB84 là giao thức mật mã lượng tử đầu tiên ra đời vào năm 1984, nhưng mãi đến tận năm 1991, thí nghiệm đầu tiên về thể thức này mới được thực hiện thành công qua một đường truyền 32 cm. Những hệ thống ngày nay đã được thử nghiệm thành công trên quang sợi ở độ dài hàng trăm km.
Giao thức BB84 cực kì an toàn, dựa trên nguyên lý của sự trao đổi thông tin lượng tử này dựa vào sự quan sát các trạng thái lượng tử. Những photon truyền đi được đặt trong một trạng thái riêng biệt bởi người gửi và sau đó được quan sát bởi người nhận. Những trạng thái lượng tử liên hợp không thể được quan sát cùng một lúc. Tùy theo cách quan sát, giá trị của hệ đo được sẽ khác nhau, nhưng trong một hệ các trạng thái liên hợp duy nhất; ví dụ như phân cực của photon được mô tả bởi một trong ba hệ khác nhau: phân cực phẳng, phân cực cầu hay phân cực elip. Như vậy, nếu người gửi và người nhận không thỏa thuận trước về hệ quan sát được sử dụng, người nhận có thể tình cờ hủy thông tin của người nhận mà không nhận được gì có ích.

## Mô tả giao thức
Giả sử An muốn gửi một khoá bí mật (private key ) cho Bình. An bắt đầu với hai chuỗi bit {\displaystyle a} và {\displaystyle b}, mỗi chuỗi dài {\displaystyle n} bit. Sau đó An mã hoá hai chuỗi này như là một chuỗi {\displaystyle n} qubit.
{\displaystyle |\psi \rangle =\bigotimes _{i=1}^{n}|\psi _{a_{i}b_{i}}\rangle .}
{\displaystyle a_{i}} và {\displaystyle b_{i}} là bit {\displaystyle i^{\mathrm {th} }} của {\displaystyle a} và {\displaystyle b} tương ứng. Từ đó {\displaystyle a_{i}b_{i}} cho ta một chỉ số đầu vào của 4 trạng thái qubit dưới đây:
{\displaystyle |\psi _{00}\rangle =|0\rangle }
{\displaystyle |\psi _{10}\rangle =|1\rangle }
{\displaystyle |\psi _{01}\rangle =|+\rangle ={\frac {1}{\sqrt {2}}}|0\rangle +{\frac {1}{\sqrt {2}}}|1\rangle }
{\displaystyle |\psi _{11}\rangle =|-\rangle ={\frac {1}{\sqrt {2}}}|0\rangle -{\frac {1}{\sqrt {2}}}|1\rangle .}
Cần lưu ý rằng các bit {\displaystyle b_{i}} sẽ quyết định hệ cơ sở mã hóa của bit {\displaystyle a_{i}} (hệ cơ sở tính toán hoặc hệ cơ sở Hadamard). Các qubit đang ở trạng thái không trực giao lẫn nhau nên do đó không thể phân biệt được tất cả một cách chắc chắn mà không biết {\displaystyle b}.

An gửi {\displaystyle |\psi \rangle } qua một kênh lượng tử công khai cho Bình. Bình nhận được một trạng thái {\displaystyle \varepsilon \rho =\varepsilon |\psi \rangle \langle \psi |}, trong đó {\displaystyle \varepsilon } là độ nhiễu trong các kênh hay có thể là sự nghe trộm của bên thứ 3, ta gọi là Công. Sau khi Bình nhận được chuỗi các qubit, cả ba bên(An, Bình, Công) đều có trạng thái riêng của mình. Tuy nhiên vì chỉ có An biết {\displaystyle b} nên cả Bình và Công đều không thể phân biệt trạng thái của các qubit. Ngoài ra, sau khi Bình nhận được các qubit, chúng ta biết rằng Công không thể có một bản sao các qubit gửi đến Bình, theo định lý không nhân bản, trừ khi anh ta thực hiện các phép đo đạc. Các phép đo của anh ta cũng có tỷ lệ 50% làm xáo trộn các qubit nếu đoán sai hệ cơ sở.

Bình tiến hành tạo ra một chuỗi bit ngẫu nhiên {\displaystyle b'} chiều dài tương tự {\displaystyle b} và sau đó đo chuỗi mà An gửi đến, {\displaystyle a'}. Tại thời điểm này, Bình thông báo công khai rằng anh đã nhận được truyền dẫn của An. Khi đó An có thể gửi {\displaystyle b} một cách an toàn. Bình và An giao tiếp với nhau qua một kênh công khai để xác định rằng {\displaystyle b_{i}} và {\displaystyle b_{i}'} không bằng nhau. Cả An và Bình sẽ tiến hành loại bỏ các qubit trong {\displaystyle a} và {\displaystyle a'}, nơi {\displaystyle b} và {\displaystyle b'} không giống nhau.

Từ {\displaystyle k} bit còn lại cả An và Bình đo trong cùng 1 cơ sở, An chọn ngẫu nhiên {\displaystyle k/2} bit và thông báo sự lựa chọn của mình với Bình. Cả An và Bình công bố các bit công khai và kiểm tra nếu như có nhiều hơn một số lượng nhất định trong số mà họ đồng ý.
Nếu việc kiểm tra được thông qua, An và Bình tiếp tục sử dụng khuếch đại quyền riêng tư và kỹ thuật hòa giải thông tin để tạo ra một số số khóa chia sẻ bí mật. Nếu không, họ hủy bỏ và bắt đầu lại từ đầu.